# Стоянова, Десислава
Десислава Стоянова (болг. Десислава Стоянова; род. 10 апреля 1992, Берковица, Монтанская область) — болгарская биатлонистка. Участница Зимних Олимпийских игр в Сочи.

## Карьера
Член сборной Болгарии с 2010 года. Принимала участие на Чемпионатах мира по биатлону 2011, 2012 и 2013 года.
В сезоне 2013/2014 впервые набрала зачетные очки на этапах Кубка мира. В спринтерской гонке во французском Анси Стоянова заняла 27-е место.
Личным тренером спортсменки является известная в прошлом болгарская биатлонистка Павлина Филиппова.в 2021 завершила карьеру 

### Участие в Олимпийских играх
| Год  | Место проведения | Спринт | Гонка преследования | Индивидуальная гонка | Масс-старт | Эстафета | Смешанная эстафета |
| ---- | ---------------- | ------ | ------------------- | -------------------- | ---------- | -------- | ------------------ |
| 2014 | Сочи             | 61     | —                   | 72                   | —          | —        | —                  |

## Кубки мира
- 2013/14 — 84-е место (20 очков)